# André Kluge
André Kluge (* 21. September 1959 in Leipzig) ist ein ehemaliger deutscher Radrennfahrer, nationaler Meister und Junioren-Weltmeister im Radsport.

## Sportliche Laufbahn
André Kluge wurde im August 1969 Mitglied der Kinderabteilung ASK in Leipzig, 1973 wechselte er nach Frankfurt (Oder). Kluge wurde 1977 bei den UCI-Junioren-Weltmeisterschaften Sieger im Mannschaftszeitfahren (mit Thomas Barth, Falk Boden und Olaf Ludwig). Im Einzelrennen der Weltmeisterschaft wurde er als 59. klassiert. 1974 gewann er seinen ersten Meistertitel bei den DDR-Meisterschaften im Mannschaftszeitfahren der Klasse Jugend B. Ein weiterer DDR-Meistertitel folgte 1975 im Mannschaftszeitfahren auf der Straße in der Klasse Jugend B. Bei Rund um das Muldental war er 1977 erfolgreich. 1979 siegte er bei der DDR-Meisterschaft im Mannschaftszeitfahren auf der Straße mit seinem Verein, dem ASK Frankfurt (Oder) in der Leistungsklasse der DDR. 1978 startete er erstmals für die Nationalmannschaft der DDR bei der Rumänien-Rundfahrt (10. Platz). Bei seinem ersten Start in der DDR-Rundfahrt wurde er 35. 1979 wurde er Dritter der Rumänien-Rundfahrt. Er blieb bis August 1982 als Radsportler aktiv.

## Berufliches
Kluge absolvierte ein Sportstudium an der DHfK in Leipzig. Von 1982 bis 1990 war er als Trainer im Bezirkstrainingszentrum Frankfurt (Oder) und in der BSG Kraftverkehr Frankfurt (Oder) angestellt. Danach absolvierte er eine Weiterbildung und war als Versicherungskaufmann tätig.